# Farní sbor Českobratrské církve evangelické v Prosetíně u Bystřice nad Pernštejnem
Farní sbor Českobratrské církve evangelické v Prosetíně u Bystřice nad Pernštejnem je sborem Českobratrské církve evangelické v Prosetíně u Bystřice nad Pernštejnem. Sbor spadá pod brněnský seniorát.
Ve sboru působí farářka Ida Tenglerová, kurátorem sboru Zdeněk Jakeš.

## Faráři sboru
- Bedřich Jerie (1909–1913)
- Karel Balcar (1920–1922)
- Josef Staněk (1932–1945)
- Jan Pokorný (1943–1952)
- Tomáš Jirků (1975–1984)
- Pavel Kalus (1986–1992)
- Pavel Freitinger (1998–2003)
- Jaroslav Coufal (2004–2013)
- Debora Hurtová (2014–2020)